# Anatole Leroy-Beaulieu
Anatole Leroy-Beaulieu, all'anagrafe Henri Jean Baptiste Anatole Leroy-Beaulieu (Lisieux, 12 febbraio 1842 – Parigi, 15 giugno 1912), è stato uno storico e saggista francese, fratello dell'economista Paul Leroy-Beaulieu.

## Biografia
Si è specializzato in storia della Russia. Nel 1866 ha pubblicato Une troupe de Comédiens, e poi Essai sur la restoration de nos monuments historiques devant l'art et devant le budget, che parla, in particolare, del restauro della cattedrale di Èvreux. Ha visitato la Russia, per la raccolta di documenti sull'organizzazione politica ed economica delle nazioni slave, e al suo ritorno ha pubblicato nella Revue des deux mondes (1882-1889), è apparso in un libro dal titolo L'Empire des zar et les Russes (4 ed., riveduta nel 3 vol., 1897-1898). 
L'opera intitolata Un empereur, un roi, un pope, une restauration, pubblicata nel 1879, è stata l'analisi e la critica della politica del Secondo Impero francese. Un homme d'état russe (1884) ha dato la storia dell'emancipazione dei servi di Alessandro II.
Le altre opere sono: Les Catholiques libéraux, l'église et la libéralisme (1890), La Papauté, le socialisme at la démocracie (1892), Les Juifs et l'Antisémitisme; Israël chez les Nations (1893), Les Arméniens et la question arménienne (1896), L'Antisémitisme (1897), Etudes russes et européennes (1897). Questi scritti, per lo più raccolte di articoli e conferenze sono state distribuite al grande pubblico.
Nel 1881, Leroy-Beaulieu è stato eletto professore di storia contemporanea e degli affari orientali a Sciences Po (1880-1910), diventando direttore dopo la morte di Albert Sorel nel 1906, e nel 1887 divenne membro dell'Académie des Sciences Morales et Politiques.
Nel 1901 è stato l'ultimo presidente della Lega Nazionale contro l'ateismo.

## Pubblicazioni principali
- Cathédrale d’Évreux. La restauration de nos monuments historiques devant l’art et devant le budget, Paris, Piccard, 1875
- Christianisme et démocratie, christianisme et socialisme, Parigi, Bloud, 1905
- Collectiviste et anarchiste : dialogue sur le socialisme et l’individualisme, Parigi, 1898
- Études russes et européennes, Parigi, Lévy, 1897
- Israël chez les nations, Parigi, Calmann-Lévy, 1883
- L’Empire des tsars et les Russes, Parigi, Hachette, 1881-1889,
- La France, la Russie et l’Europe, Parigi, Calmann Lévy, 1888
- La France, Parigi, Lévy, 1888
- La Liberté d’enseignement, Parigi, Comitato di difesa e il progresso sociale, 1890
- La Papauté, le socialisme et la démocratie, Paris, Calmann Lévy, 1892
- La Patrie française et l’internationalisme, Paris, Comitato di difesa e il progresso sociale, 1897
- La Révolution et le libéralisme, Parigi, Hachette, 1890
- La Russie et la crise russe, Rouen, Norman Geographical Society, 1907
- L’Antisémitisme, Parigi, C. Lévy, 1897
- Le Pays et les habitants, Parigi, 1890
- Les Arméniens et la question arménienne, Parigi, Clamaron-Graff. 1896
- Les Catholiques libéraux ; l’Église et le libéralisme de 1830 à nos jours, Parigi, E. Plon, Nourrit, 1885
- Les Doctrines de haine, l’antisémitisme, l’antiprotestantisme, l’anticléricalisme, Parigi, Calmann-Lévy, 1902
- Les Immigrants juifs et le judaïsme aux États-Unis, Parigi, Librairie nouvelle, 1905
- Questions d’Autriche-Hongrie et question d’Orient, Parigi, Plon-Nourrit, 1903
- Un Empereur - un roi - un pape - une restauration, Parigi, Charpentier, 1879
- Un Homme d’État russe (Nicolas Milutine) d’après sa correspondance inédite ; étude sur la Russie et la Pologne pendant le règne d’Alexandre II (1855-1872), Parigi, Hachette, 1884